# 다시로섬

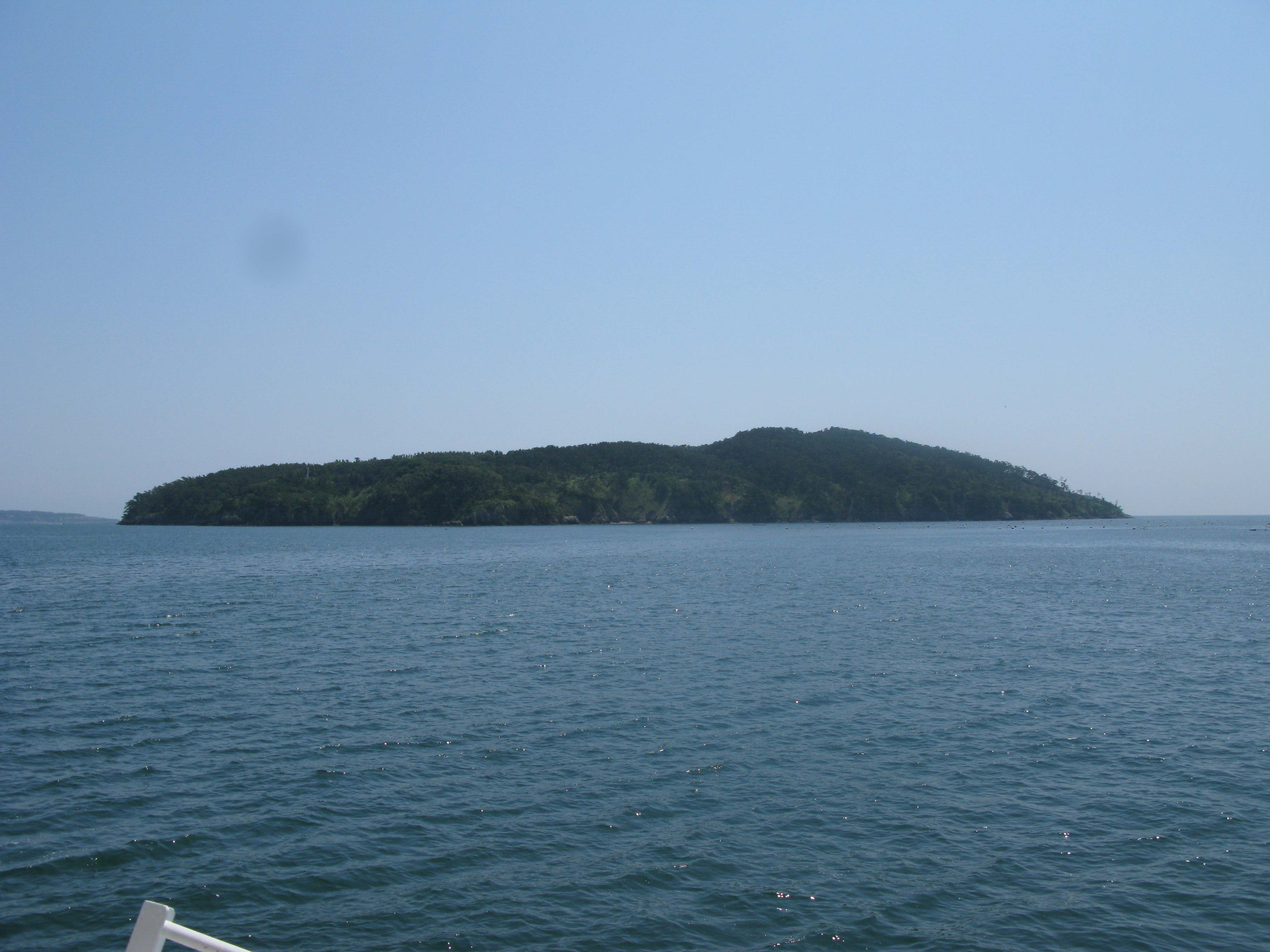
다시로섬

다시로섬(田代島 다시로지마[*])은 일본 미야기현 이시노마키시에 속하는 오시카반도 서쪽의 섬이다. 섬에는 오도마리와 니토다라는 2개의 마을이 있다. 고양이의 섬이라고 불릴 정도로 많은 고양이가 여기에 서식하고 있다.

## 같이 보기
- 아오시마섬 (에히메현)
- 오쿠노시마섬